# Pesceus gasparoi
Pesceus gasparoi is een eenoogkreeftjessoort uit de familie van de Canthocamptidae. De wetenschappelijke naam van de soort is voor het eerst geldig gepubliceerd in 1998 door Stoch.